# Ісхаков Ільшат Алмазович
Ільшат Алмазович Ісхаков (рос. Ильшат Алмазович Исхаков; 3 лютого 1987, м. Нижньокамськ, СРСР) — російський хокеїст, нападник. Виступає за «Донбас-2» (Донецьк) у Професіональній хокейній лізі.
Вихованець хокейної школи «Нафтохімік» (Нижньокамськ). Виступав за Газпром-ОГУ (Оренбург), «Казахмис» (Сатпаєв).
Досягнення
- Чемпіон України (2011, 2012).